# تريفور ويلموت
تريفور ويلموت (بالإنجليزية: Trevor Willmott)‏ هو قسيس بريطاني، ولد في 29 مارس 1950.